# Zoraida ceylonica
Zoraida ceylonica är en insektsart som först beskrevs av Kirby 1891.  Zoraida ceylonica ingår i släktet Zoraida och familjen Derbidae. Inga underarter finns listade i Catalogue of Life.